# Кизилту (Росія)
Кизилту́ (рос. Кызылту) — селище у складі Панкрушихинського району Алтайського краю, Росія. Входить до складу Романовської сільської ради.

## Населення
Населення — 138 осіб (2010; 180 у 2002).
Національний склад (станом на 2002 рік):
- казахи — 99 %